# لين بلاكلي
لين بلاكلي (بالإنجليزية: Lin Blakley)‏؛ ممثلة بريطانية، ولدت في مارس 1948 في غلدفورد في المملكة المتحدة.

## وصلات خارجية
- لين بلاكلي على موقع IMDb (الإنجليزية)
- لين بلاكلي على موقع ألو سيني (الفرنسية)
- لين بلاكلي على موقع قاعدة بيانات الفيلم (الإنجليزية)
- لين بلاكلي على موقع كينوبويسك (الروسية)